# WWEネットワーク
WWEネットワーク（WWE Network）は、WWEが運営しているインターネットテレビ局。

## 歴史
2014年2月24日に開局。月額視聴料が9.99ドルにちなみ、スローガンも「For Just 9.99」になっている。その後、欧州、北アフリカ、アジア、オセアニアでも展開されている。
主な番組としてはWWEのPLE（PPVイベント）生中継、アーカイブ配信、過去の試合の振り返り番組、過去のWWE、WCW、ECW等のアーカイブなどが中心であり、それ以外にもドキュメンタリー番組、リアリティ番組といったオリジナル番組が存在する。
2021年、NBCユニバーサルがアメリカ独占配信権を獲得してアメリカに限り同社のストリーミングサービスであるPeacockに吸収された。また、それ以降も一部の国、地域で既存サービスとの統合が行われている。2023年10月、日本向けもABEMAにほとんどのコンテンツが移管された。また、2025年にはWWEの全世界配信権をNetflixが買収し、一部地域では同サービスに完全移行するため、2024年12月31日をもって閉局した。